# 봉동로
봉동로(Bongdong-ro)는 전북특별자치도 완주군 봉동읍 봉동교 회전교차로와 제내리 익산 나들목 앞을 잇는 전북특별자치도의 도로이다. 봉동읍 제내리에서 호남고속도로와 교차한다.

## 주요 경유지
전북특별자치도
- 완주군 봉동읍

## 노선
- 신성리 (완주경찰서)
- 장기리 (완주고등학교, 봉동터미널)
- 용암리 (완주산업단지, 전북대학교고온플라즈마응용연구센터)
- 둔산리 (전라북도과학연구단지, 완주산업단지)
- 장구리 (완주테크노밸리일반산업단지)
- 제내리 (익산 나들목)